# Axixá do Tocantins
Axixá do Tocantins là một đô thị thuộc bang Tocantins, Brasil. Đô thị này có diện tích 150,214 km², dân số năm 2007 là 8917 người, mật độ 59,36 người/km².